# Sophie Charlotte von Sell
Sophie Charlotte Freiin von Sell (* 25. Dezember 1864 in Schwerin; † 14. Juni 1941 in Stockholm) war eine deutsche Schriftstellerin.

## Leben
Sophie Charlotte von Sell war die Tochter eines Offiziers. Sie verbrachte ihre Kindheit in Schwerin und folgte 1878 ihrem nach Aachen versetzten Vater. Es folgten Aufenthalte in diversen Garnisonsstädten des Rheinlands. Ab 1885 lebte von Sell in Berlin, wo sie eine musikalische Ausbildung absolvierte und erste literarische Arbeiten veröffentlichte. 1893 kehrte die Autorin nach Schwerin zurück; ab 1900 lebte sie erneut in Berlin. Ihre letzten Lebensjahre verbrachte sie in Stockholm. Ihr Grab befindet sich auf dem Norra begravningsplatsen.
Sophie Charlotte von Sell war Verfasserin von Romanen und Erzählungen. Besonders erfolgreich war ihr 1911 erschienener Roman  Weggenossen, der bis 1941 eine Auflage von über 270000 Exemplaren erreichte.

## Werke
- Fannys Tagebuch, Leipzig 1894
- Der Wanderer, Schwerin 1898
- Die Glocke vom Helfenstein, Schwerin i.M. 1900
- Erfolg, Berlin [u. a.] 1909
- Die helle Nacht, Stuttgart 1909
- Weggenossen, Stuttgart 1911
- Unterirdische Wasser, Stuttgart 1913
- Fürst Bismarcks Frau, Berlin 1914
- Germanische Gestalten, Stuttgart 1914
- Das heilige Feuer, Berlin 1914
- Die Prähme, Stuttgart 1917
- Das Rosenhaus, Hagen i.W. 1917
- Aus alter Zeit, Hagen 1918
- Die Sonne leuchtet über der Stadt, Stuttgart 1919
- Die Gylfens, Hagen i.W. 1920
- Nike, Stuttgart 1923
- Eine Frohnatur, Stuttgart 1925
- Die Königin, Stuttgart 1925
- Johannes Brahms, Stuttgart 1931